# Prairie Wind
Prairie Wind è un album di Neil Young del 2005. Può considerarsi il terzo capitolo di un ideale trilogia acustica iniziata con il famoso Harvest e proseguita con Harvest Moon.
Fu registrato poco prima che Young venisse colpito da un aneurisma cerebrale, per fortuna senza conseguenze gravi.
La versione in serie limitata del disco contiene un DVD bonus con le riprese delle sedute di registrazione.

## Tracce
- Tutte le canzoni sono state scritte da Neil Young.

1. The Painter – 4:36
2. No Wonder – 5:45
3. Falling Off the Face of the Earth – 3:35
4. Far from Home – 3:47
5. It's a Dream – 6:31
6. Prairie Wind – 7:34
7. Here for You – 4:32
8. This Old Guitar – 5:32
9. He Was the King – 6:08
10. When God Made Me – 4:05